# Ixtacomitán (kommun)
Ixtacomitán är en kommun i Mexiko.   Den ligger i delstaten Chiapas, i den sydöstra delen av landet, 700 km öster om huvudstaden Mexico City. Antalet invånare är 4 491. Arean är 149 kvadratkilometer.
Terrängen i Ixtacomitán är kuperad åt nordväst, men åt sydost är den bergig.
Följande samhällen finns i Ixtacomitán:
- Ixtacomitán
- Emiliano Zapata
- San Antonio de las Lomas
- El Escobal
- El Arenal
- Nuevo Lindavista
- Santa Catarina 1ra. Sección
- Candelaria 2da. Sección
- La Otra Banda
- Loma de Caballo 1ra. Sección
- El Calvario
- La Providencia
- San José Santa Catarina
- San Sebastián